# Plinia povedae
Plinia povedae är en myrtenväxtart som beskrevs av P.E.Sánchez. Plinia povedae ingår i släktet Plinia och familjen myrtenväxter. Inga underarter finns listade i Catalogue of Life.